# Negligencia (derecho)
En Derecho, la negligencia es un tipo de reclamo legal que las personas y las organizaciones pueden presentar si se lastiman. Es una especie de daño o tort en Derecho anglosajón. En Derecho llama a alguien negligente si causa daño a otra persona, o a la propiedad de otra persona, porque no fue lo suficientemente cuidadoso. En un caso legal sobre negligencia, la persona que presenta la demanda se llama el demandante y la persona que está siendo demandada se llama el demandado. 

## Caso de negligencia
La regulación de la negligencia es diferente según los lugares (o jurisdicciones), pero para que el demandante gane, normalmente tiene que probar al menos cuatro cosas:
- el acusado tenía el deber de comportarse de cierta manera;
- el acusado violó ese deber;
- el demandante fue dañado, o dañado como resultado de ello; y
- el incumplimiento de las obligaciones fue la causa razonablemente predecible del daño del demandante.[2]

### Deber
El deber del acusado es lo que la ley dice que él o ella tiene que hacer. Por lo general, la ley dice que la gente tiene que ser razonable. Eso significa que tienen que ser cuidadosos, usar el buen juicio y no ser injustos con otras personas. En algunos casos, la ley le dice a la gente que tienen deberes especiales. En otros casos, la ley dice que la gente no tiene ningún deber. Por ejemplo, en la mayoría de los lugares que utilizan el derecho consuetudinario, una persona no tiene la obligación legal de rescatar a otra persona del daño, incluso si el rescate es muy fácil y no cuesta nada ni pone a nadie en peligro.

### Violación
Cuando las personas no cumplen con su deber, la ley dice que incumplen su deber.

### Dañar
Por lo general, un demandante puede presentar una demanda sólo si él o ella ha sido lastimado, o si tiene algún otro daño legal. La ley le dice a la gente qué tipo de lesiones puede demandar la gente.

### Causa
Por lo general, un demandante puede demandar a un demandado sólo si ese demandado fue el que le hizo daño al demandante. En muchos casos, es fácil averiguar quién lastimó a alguien. Pero a veces la gente sale herida de maneras que nadie espera. Por ejemplo, un acusado podría estar conduciendo ebrio y podría chocar contra un poste eléctrico. El poste eléctrico podría caerse y causar que un vecindario pierda energía eléctrica. Como resultado, una persona a dos millas de distancia podría tropezar y caer en la oscuridad. La ley decidirá si el conductor ebrio hizo que la persona tropezara y se cayera.

## Fuera del derecho
La palabra negligencia a veces se usa fuera de la ley de manera similar. Significa que alguien no ha sido lo suficientemente cuidadoso.